# Група Норд
«NORD (укр. Норд) — найбільший у Східній Європі український виробник великої побутової техніки та торгового обладнання, з власною наукової-конструкторської базою і сучасним виробництвом. Штаб-квартира компанії розташована в м. Київ.

## Історія
Свою історію NORD (Пізніше АТ/ПАТ „НОРД“) веде з 1963 року, коли в грудні був введений в експлуатацію Донецький завод з виробництва однокамерних побутових холодильників із проектною потужністю 71 тис. штук на рік. Перший однокамерний холодильник зійшов з конвеєра 26 грудня 1963 року. За радянських часів компанія випускала холодильники під ТМ „Донбас“.
1977 р. — перетворення заводу холодильників в Донецьке виробниче об'єднання „Електропобутмаш“, куди увійшли „Донецький завод холодильників“ Маріупольський і Мелітопольський заводи пральних машин» Донецький завод «Штампів і літформ», Красноармійський завод «Електродвигун»
З 1977 по 1991 роки Донецький завод мав назву — Виробниче об'єднання «Електропобутмаш». З 1993 року — АТ (ПАТ) «Норд».
1987 р. — в виробництві освоєно перший холодильник з пінополіуретанової теплоізоляцією.
1988 р. — створено Спеціальне конструкторське бюро (СКБ), яке освоїло надалі розробку всієї техніки NORD, зване в різні роки Донецький інститут холодильної техніки (ДІХТ), Український науково-дослідний і проектно-конструкторський інститут побутового машинобудування (УКРНІЇПОБУТМАШ).
У період з 1975 по 1992 рр. були проведені дві реконструкції заводу. Потужність випуску доведена до 500 тис. Одиниць одно- і багатокамерних холодильників.
1991 р. — перетворення Донецького виробничого об'єднання «Електропобутмаш» в акціонерне товариство «НОРД» (пізніше ПАТ «НОРД»)
1992 р — будівництво заводу з виробництва побутових газових плит в м. Донецьк (Україна), початок серійного випуску кухонних плит NORD.
1993 р. — відкриття заводу з виробництва компресорів для холодильної техніки
1994 р. — відкриття в Йорданії спільного виробництва побутових холодильників
1996 р. — початок виробництва кондиціонерів, спочатку побутових, надалі промислових для локомотивів, екскаваторів, кранів і т. ін.
У 1997 р. засновано підприємство ТОВ «Домотехника-НОРД» — генеральний дилер АТ/ПАТ «НОРД» на території України і країн СНД. Надалі закрито.
1998 р. — початок виробництва торгової холодильної техніки під брендом «INTER».
У 2002 році була здійснена кардинальна реконструкція заводу, в яку було вкладено 12 мільйонів доларів. У виробництві холодильних приладів компанія перейшла на екологічно чистий холодоагент R 600 a (ізобутан), який не руйнує озоновий шар землі і безпечний для екології. НОРД першим із заводів СНД почав застосування ізобутану. Такий перехід був викликаний великим обсягом випуску холодильників для країн Європи (Німеччини, Франції, Бельгії), в яких заборонено використання озоноруйнуючих речовин.
2003 р. — побудовано та введено в експлуатацію завод компресорів. ПАТ «Норд» спільно з італійською фірмою BONO розробило і запустило в виробництво принципово новий компресор. Сертифікація системи, якості відповідно до вимог міжнародного стандарту із серії ISO 9000. Створено нове покоління холодильників ТМ NORD, що працюють в класі енергоспоживання — А +, відповідно до міжнародного стандарту EN-153.
2006 р. — початок виробництва бойлерів
З 2008 р. у виробництво впроваджена система «Метод виробництва Норд» (на базі всесвітньо відомої методики Тойота — «кайдзен». Головний пріоритет системи — якість і ощадливе виробництво.)
У 2013 році в рамках 50-ти річного ювілею компанії «NORD» випущена лімітована серія ретро-холодильників ТМ «Донбас». Випуск першого холодильника з системою No Frost і запуск серійного виробництва. У порівнянні з 1963 року потужність Донецького заводу холодильників збільшено в 15 раз до 1 млн приладів на рік, освоєно нові види виробництва виробів з кухонних плит і торгового холодильного обладнання, відкриті підприємства по виробництву основних деталей холодильника, організовані торговельні та сервісні центри, розвиваються рекреаційні та спортивні організації (Спортивний клуб NORD, Донецьк)
У 2014 р. ПАО «Норд» офіційно законсервував виробництво в м. Донецьк і припинив випуск продукції. Штаб-квартира переміщена в м. Краматорськ.
У 2016 р. NORD переніс виробництва холодильників і холодильного торгівельного обладнаяння до Китаю.
У 2017 р. — початок виробництва холодильників NORD і торгівельного обладнання INTER в м. Хефей і м. Гуанчжоу (Китай) згідно конструктивної і технологічної документації ПАО «НОРД». Випуск нового модельного ряду холодильників з системою Total No FROST і високоефективним класом енергоспоживання А++. Розширення асортименту морозильних скринь об'ємом від 60 до 300 л. Початок продажів нового модельного ряду холодильників «Cold freshness» на території України. У березні 2017 р переїзд відділу продажів з Краматорська до Києва. Організація нової штаб-квартири.
2018 р. — підписання на 15 років «соціального і морального кодексу» за якістю з компанією «MIDEA». Розширення лінійки морозильних скринь INTER. Випуск нових моделей об'ємом 350, 400 і 500 л.
21.08.2018 — початок виробництва «розумного» морозильного обладнання. Старт продажів нової морозильної скрині INTER L 500 E з електронним управлінням. В порівнянні із звичайними моделями «Е» -серія споживає на 45 % менше енергії.
З 01.02.2019 — на всю придбану продукцію бренду NORD діє 2 роки повної гарантії від виробника, куди входить безкоштовне сервісне обслуговування, запчастини і виїзд майстра.

## Діяльність та продукція
NORD пропонує великий асортимент якісної побутової техніки та техніки для бізнесу, а саме — холодильники, морозильні камери, газові, електричні і комбіновані плити, кондиціонери, пилососи, праски, водонагрівачі, мікрохвильові печі, торгівельне обладнання.
Продукція компанії експортується в країни Європи (Німеччина, Франція), СНД і Азії (об'єм експорту — 70 %).
NORD застосовує найвищі стандарти якості, що підтверджено сертифікатами якості Європейського союзу ISO 9001: 2008, міжнародної системи сертифікації TÜV Thüringen, різними дипломами, нагородами та призами. У виробництві застосовується тільки екологічно чисті матеріали, безпечні для природи і людини. Вони відповідають найвищим екологічним нормам, вимогам директив Європейського Союзу RoHS і REACH. Техніка ТМ NORD експортується в країни Європи і Азії.
NORD активно займається розвитком соціальної сфери в Україні, роблячи внесок у розвиток медицини, освіти, спорту, культури, створюючи бази відпочинку, спортивні комплекси, льодові і дитячі майданчики.

## Нагороди
За високу якість виробів i внесок у розвиток економіки України ПАТ «Норд» одержав ряд нагород міжнародних організацій.

## Власники
Власниками групи (за даними 2006 року) є: Валентин Ландик — 75,3 %, його син Андрій Ландик — 12,4 %, трудовий колектив Групи «Норд» — 12,3 %.